# Synalissa symphorea
Synalissa symphorea är en lavart som först beskrevs av Erik Acharius och som fick sitt nu gällande namn av William Nylander. 
Synalissa symphorea ingår i släktet Synalissa och familjen Lichinaceae. Arten är reproducerande i Sverige. Inga underarter finns listade i Catalogue of Life.
I den svenska databasen Dyntaxa används istället namnet Synalissa ramulosa för samma taxon.  Arten är reproducerande i Sverige.